# Lobsang Dolma Khangkar
Pour les articles homonymes, voir Dolma (prénom tibétain).
Lobsang Dolma Khangkar (tibétain : བློ་བཟང་སྒྲོལ་མ་ཁང་དཀར, Wylie : blo bzang sgrol ma khang dkar) aussi appelée Lobsang Dolma ou Ama Lobsang Dolma (6 juillet 1934, Kyirong, Tibet - 15 décembre 1989, Dharamsala, Inde) est un docteur en médecine traditionnelle tibétaine. Première femme devenue médecin chef du Men-Tsee-Khang, ses filles, Tsewang Dolkar Khangkar et Pasang Gyalmo Khangkar, lui ont succédé dans la lignée familiale de médecins, les Khangkar. C'est aussi l'un des premiers médecins tibétains à visiter des pays occidentaux, où elle a enseigné et traité des patients.   

## Biographie

### Vie au Tibet
Lobsang Dolma est née en 1934 à Kyirong, une région du Tibet occidental, dans la famille Khangkar. Après le décès de ses frères, elle fut l'unique descendante de Tsewang Sangmo (Lobsang Dechen), sa mère et Dingpon Tsering Wangdu, son père, médecin, qu’elle assiste dans ses fonctions administratives. En 1955, à la faveur d’un enseignement intensif mis en place par Dragtonpa, un des gouverneurs de Kyirong, Lobsang Dolma et son époux suivent un programme d'études supérieures de deux ans en grammaire tibétaine sous la direction de Pelbar Geshe Rinpoché (1893-1985) dans l’ermitage de Rab-nga Riwo Pelbar Samten Phug et le temple de Phagpa Wati Sangpo de Kyirong. Lobsang Dolma se révèle être une étudiante brillante. En 1956, les deux époux reçoivent une formation en astrologie de Pelbar Geshe Rinpoché. En 1957-1958, elle reçoit un enseignement sur le bouddhisme tibétain et la  médecine tibétaine du même professeur. Elle recherche à approfondir ses connaissances sur cette discipline, et son père invite Changpa, un médecin tibétain à la fois pour sa fille et pour répondre aux besoins en médecins dans la région. À la demande de son père, ils confectionnent des médicaments qui sont distribués gratuitement aux patients. Sa fille, Tsewang Dolkar Khangkar, est née en 1960 peu après la mort de son père, le Dr. Tsering Wangdu Khangkar, mais avant la fin des 49 jours de rituel funéraire. Quelques jours plus tard, elle et sa famille se sont exilés.

### Fuite en exil
En 1960, elle rejoint la frontière tibéto-népalaise, et s’installe au Népal où elle pratique une méditation rigoureuse sur Vajrayogini. En 1961, elle rejoint Pathankot, en Inde du nord, avec 2 000 réfugiés tibétains. Elle doit gagner sa vie en participant à la construction de routes pendant plus d’un an à Palampur (en), Manali, Lalethang, Chalithang et Lahoul. Début 1962, Lobsang Dolma et d’autres travailleurs tibétains de Manali se rendent à Dharamsala pour recevoir la bénédiction du dalaï-lama et de Trijang Rinpoché. Ce dernier lui demande de rester à Dharamsala, et de rejoindre l'Institut de médecine et d'astrologie tibétaine (Men-Tsee-Khang) qui vient d’être fondé par le  gouvernement tibétain en exil. Cependant, la demande de Lobsang Dolma de rejoindre le centre est rejetée par l’administration tibétaine en exil, car à l’époque les femmes n’étaient pas acceptées dans cette institution, et elle doit reprendre son travail de construction des routes. En 1964, elle s’installe à Dalhousie avec son mari et tous deux travaillent à l’École centrale pour les Tibétains. Les enfants l’appellent alors affectueusement Ama Lobsang Dolma, un surnom qui lui est resté. L’avis de Trijang Rinpoché et une demande de Geshe Bayu l’amène à exercer à nouveau la médecine. En 1970, elle démissionne de son poste à l’école centrale pour les Tibétains et ouvre une clinique privée à Dalhousie, où sa réputation grandissante entraîne une foule de moines, d’habitants indiens, et tibétains.

### Médecin chef du Men-Tsee-Khang
Après que les médecins les plus anciens du Men-Tsee-Khang de Dharamsala, Tro Gawo Gyurme Ngawang Samphel Rinpoché (Trogawa Rinpoché, 1932-2005), Kurung Peltsewa Norlha Phuntsok Dradul (1932-1972), et Yeshi Donden aient démissionné de leurs postes, l’administration tibétaine nomma Lobsang Dolma à Dharamsala où elle s’installe avec sa famille. Le 5 juillet 1972, Lobsang Dolma rejoint le Men-Tsee-Khang où elle devint le médecin principal, tandis que son mari, Dozur Tsering Wangyal, rejoint le centre pharmaceutique. Elle est nommée médecin chef du Men-Tsee-Khang, et en conséquence, elle se voit conférer le titre de « médecin du dalaï-lama ». Lobsang Dolma s’est rendu à l’étranger à plusieurs reprises, elle rencontra notamment Jeffrey Hopkins de l’université de Virginie aux USA où elle donna des conférences sur la médecine tibétaine. En 1978, elle se rend au Vajrapani Institute en Californie pendant 3 mois, et à l’université du Wisconsin où elle donne une formation intensive en médecine tibétaine durant 2 semaines. À l’invitation de l’Institut de psychologie jungienne, elle conduit un atelier de 10 jours à Zurich. À l’invitation de l’OMS et avec l’aval de l’administration tibétaine, elle participe au Congrès international des médecines traditionnelles asiatiques à l’Université nationale australienne de Canberra en Australie du 1 au 7 septembre 1979. Elle donnera des cours sur les diagnostics en médecine tibétaine à cette occasion. 
En 1975, son époux décède, et elle se remarie à Norbu Chophel, l’assistant de Trijang Rinpoché. Le 15 juillet 1976, elle prend les vœux de femme laïque auprès de Trijang Rinpoché.

### Mutation vers une pratique médicale privée
À la suite de ses absences prolongées du Men-Tsee-Khang, elle est relevée de ses fonctions le 1er septembre 1978, et elle construit sa propre clinique privée, inaugurée le 1er mars 1979. À la mi-octobre 1982, elle tombe gravement malade, et réalise des rituels religieux suggérés par Ling Rinpoché, et sa santé s’améliore graduellement.  
À l’invitation de Namkhai Norbu Rinpoché, elle participe à la première convention internationale sur la médecine tibétaine à Venise du 26 au 30 avril 1983, puis à Arcidosso du 2 au 7 mai 1983. Elle soigne de nombreuses femmes et enfants, et donne des conférences sur différents problèmes pédiatriques et gynécologiques. Elle se rend alors en Hollande, où elle reste un mois à la demande de la Fondation néerlandaise pour la médecine tibétaine.
Lobsang Dolma se rendit en Inde du sud et y visita différents monastères, et institutions des réfugiés tibétains, dont la maison des personnes âgées de Mundgod qu’elle aida financièrement et médicalement. À la faveur de deux visites au Népal, elle a pu revoir son ancien professeur, Pelbar Geshe Rinpoché en 1985. En plus de son activité clinique à Dharamsala, elle exerçait gratuitement dans certaines occasions, à Pathankot, à Amritsar (à la demande de Satwan Singh et Kulwant Singh, des responsables du Temple d'Or, et au Mahesh Chopra Memorial Hospital), à Calcutta, à New Delhi au Yogi Mahajan’s Ashram, et à Jalandhar. En août 1985, elle se rend à Noubra et Saspol au Ladakh, ainsi qu’au camp tibétain de Puruwala, à Mussoorie. En 1986, elle se rend à Hamipur. En 1988, elle se rend à Kyidrong Samten Ling, à Katmandou.
Elle a eu au nombre de ces étudiants ses filles, Pasang Gyalmo et Tsewang Dolkar Khangkar, ainsi que Khyunglung Thogme Thinley Dorje, et Purang Tsewang Namgyal.
Elle est citée entre autres dans Encyclopaedia of Women in India, The World Whos’ Who of Women.
Elle est tombée gravement malade en 1989, et décéda le 15 décembre 1989. 
Sa clinique a été nommée Dr Lobsang Dolma Khangkar Memorial Clinic après sa mort, et sa fille la plus âgée, Pasang Gyalmo l’a reprise.

## Ouvrages de Lobsang Dolma
- Initiation à la médecine tibétaine, 1998, K. Dhondup, conférences du Dr. Lobsang Dolma Khangkar, traduction en français par Bruno Le Guevel, Éditions Dewatshang,  (ISBN 2909858049)
- (en) Lectures on Tibetan medicine, K. Dhondup,  retranscription de conférences du Dr. Lobsang Dolma Khangkar, 1986, LTWA
- (en) Health and harmony through the balance pulse rhythms: the diagnostic art my mother taught me, avec Tsewang Dolkar Khangkar, Yarlung Publications, 1990
- (en) Journey into the mystery of Tibetan medicine: based on the lectures of Dr. Dolma, Livre 1, avec Tsewang Dolkar Khangkar, Yarlung Publications, 1990

## Articles
- Gerard N. Burrow, Jeffrey Hopkins, Yeshi Dhonden, and Lobsang Dolma, Goiter in Tibetan Medicine, Yale J Biol Med. 1978, 51 : 441–447.